# Lugosi görögkatolikus püspökök listája
Az 1850. december 12-én alapított, a pápa által 1853. november 26-án jóváhagyott Lugosi görögkatolikus egyházmegye  élén álló püspököket a hivatali idő sorrendjében az alábbi lista tartalmazza:
| Név | Tisztségviselés ideje                    | Megjegyzés |
| --- | ---------------------------------------- | ---------- |
| Alexandru Dobra | 1854. március 17. – 1870. április 13.    |            |
| Ioan Olteanu | 1870. július 25. – 1873. szeptember 16.  |            |
| Victor Mihaly de Apșa | 1874. november 25. – 1894. november 9.   |            |
| Demetriu Radu | 1896. november 22. – 1903. május 12.     |            |
| Vasile Hossu | 1903. május 16. – 1911. november 15.     |            |
| Valeriu Traian Frențiu | 1912. november 4. – 1922. január 17.     |            |
| Alexandru Nicolescu | 1922. február 25. – 1935. május          |            |
| Ioan Bălan | 1936. augusztus 29. – 1959. augusztus 4. |            |
| 1948 – 1989: A román kormány 1948. december 1-jén megszűntnek nyilvánította a görögkatolikus egyházat. Az egyházmegyét előbb Ioan Suciu administrator apostolicus, majd titkos ordinarius substitutis-ok vezették: Ioan Ploscaru (1948–1949), Ioan Bele (1949-ben néhány napig), Vasile Borda (1949–1953), Victor Deciu (1953-1955), Vasile Tiut (1959–1964). A rendeletet a Nemzeti Megmentési Front Tanácsa 1989. december 31-én érvénytelenítette. |                                          |            |
| Ioan Ploscaru | 1990. március 14. – 1995. november 20.   |            |
| Alexandru Mesian | 1995 november 20. –                      |            |